# Elachista boursini
Elachista boursini is een vlinder uit de familie grasmineermotten (Elachistidae). De wetenschappelijke naam is voor het eerst geldig gepubliceerd in 1951 door Amsel.
De soort komt voor in Europa.